# Нові Депултичі
Нові Депултичі (пол. Nowe Depułtycze) — село в Польщі, у гміні Холм Холмського повіту Люблінського воєводства. Населення — 238 осіб (2011).

## Демографія
Демографічна структура станом на 31 березня 2011 року:
|          | Загалом | Допрацездатний вік | Працездатний вік | Постпрацездатний вік |
| -------- | ------- | ------------------ | ---------------- | -------------------- |
| Чоловіки | 124     | 28                 | 86               | 10                   |
| Жінки    | 114     | 27                 | 65               | 22                   |
| Разом    | 238     | 55                 | 151              | 32                   |